# Morte a Firenze
Morte a Firenze è un romanzo giallo di Marco Vichi pubblicato da Guanda.
È il sesto romanzo della serie dedicata al commissario Bordelli.

## Trama
Pochi giorni prima dell'alluvione che travolgerà Firenze nel Novembre 1966, viene denunciata la scomparsa di un bambino. Il suo cadavere viene ritrovato nelle montagne circostanti Firenze. Il bambino è stato oggetto di sevizie ma non c'è nessuna traccia da seguire. Nessuno l'ha visto da quando si è allontanato dalla scuola sotto una pioggia scrosciante e la perlustrazione della area dove è stato ritrovato il cadavere dà esiti negativi.
Il commissario Bordelli non si dà pace ripensando continuamente a quanto abbia sofferto il bambino prima di morire.
Durante una passeggiata in montagna vicino al luogo del ritrovamento, viene attratto da un rumore tra i cespugli: l'ultimo gattino vivo di una nidiata miagola per la fame. Accanto alla nidiata c'è un pezzo di carta spiegazzata: è una bolletta intestata ad una macelleria di Firenze.
Da questo labile indizio il commissario Bordelli inizia le sue ricerche che lo portano ad individuare una casa dove potrebbe essere stato compiuto il delitto. Ma l'alluvione travolge la casa e con essa la possibilità di scoprire qualcosa in più.
Il commissario non demorde e prosegue le sue ricerche che lo porteranno ad individuare i colpevoli senza però riuscire a incastrarli.